# Jacques Piccard
Pour les articles homonymes, voir Piccard.
Pour l’article ayant un titre homophone, voir Jacques Picard.
Jacques Piccard, né le 28 juillet 1922 à Bruxelles en Belgique et mort le 1er novembre 2008 à La Tour-de-Peilz en Suisse, est un océanographe et océanaute suisse.
Il est le fils du physicien Auguste Piccard (1884-1962), aéronaute (1958, inventeur du ballon stratosphérique et qualifié de premier « savanturier » de la famille, le dernier en date étant son petit-fils Bertrand Piccard). Il a dessiné de nombreux sous-marins dont seuls quelques-uns ont pu être construits, faute de fonds suffisants. Jean-François Rubin avance l'hypothèse que les difficultés rencontrées pour trouver des aides et financements font suite au refus d'Auguste Piccard de travailler à nouveau avec les militaires après l’épisode des Mariannes. Plusieurs armées, depuis la Première Guerre mondiale, ont utilisé les lacs et les fonds marins pour se débarrasser de nombreux déchets dangereux (munitions non explosées en particulier).

## Biographie
Après des études d'économie, d'histoire et de physique à l'Université de Genève et à l’Université de Bâle (Suisse), il aide son père Auguste Piccard à construire le bathyscaphe Trieste.
En 1953, comme conseiller scientifique de la marine américaine, il utilise le Trieste pour plusieurs plongées en Italie (jusqu'à −3 150 mètres), avant que le sous-marin transporté dans l'île de Guam ne parte pulvériser tous les records de plongée en profondeur ; le 23 janvier 1960, il atteint le record de plongée (−10 916 m) dans la fosse des Mariannes, en compagnie de Don Walsh en un point appelé Challenger Deep. Il est le premier à y voir de ses yeux une faune unique.
Inquiet – comme le commandant Cousteau – de la dégradation de certains fonds marins, il souhaite à sa manière encourager le public à prendre conscience de la beauté et de la fragilité du monde sous-marin et des eaux douces. Pour cela, en 1963, il construit un prototype de sous-marin touristique, le mésoscaphe Auguste Piccard, dans lequel, à l'occasion de l'exposition nationale suisse de 1964, il emmène des centaines de personnes sous le lac. Par la suite, environ 32 000 personnes découvriront les fonds du lac Léman de leurs propres yeux dans ce petit sous-marin. 
Jacques Piccard commence également une carrière littéraire avec son roman Preck, le récit d'un surprenant clonage qui, selon Albert Jacquard, « n'est guère éloigné du domaine des possibles ».
Il construit ensuite un mini-submersible (qu'on nommera plus tard sous-marin de poche), le F.A. Forel, qu'utiliseront des milliers de curieux (dont beaucoup d'enfants) pour découvrir le lac Léman et une épave (celle de l’Hirondelle) au large de La Tour-de-Peilz. Ce sous-marin sera aussi utilisé pour participer à des expéditions scientifiques.
Il participe à une expédition internationale à bord d'un autre mésoscaphe, le Ben Franklin, afin d'étudier le Gulf Stream en s'y laissant porter par le courant sur 3 000 kilomètres.
Il fonde à Cully la Fondation pour l'étude et la protection des mers et des lacs, qui obtient l'interdiction d'utiliser la fosse des Mariannes comme décharge de déchets nucléaires. 
En 1988, il met au point le prototype du PX-44, un sous-marin touristique prévu pour être fabriqué en série. Celui-ci pesait 9 tonnes, avait une longueur de dix mètres, pouvait emmener seize passagers et deux membres d'équipage.
Le 1er février 2008, il est nommé docteur honoris causa de l'Université catholique de Louvain (Louvain-la-Neuve).
Il est mort le 1er novembre 2008 à l'âge de 86 ans.

## Devenir de son œuvre
Les études, photos et films qu'il a accumulés dans les bureaux de sa fondation sont riches d'enseignements sur l’état et l'évolution écologique du lac Léman. Ils ont enrichi le fonds documentaire du Musée du Léman de Nyon (où deux salles étaient déjà consacrées à la famille Piccard).
Le mésoscaphe créé pour explorer le Lac Léman en 1964 est exposé au Musée des transports de Lucerne.

### Plongée record du monde
La marine des États-Unis qui a acheté le sous-marin Trieste (bathyscaphe) aux Piccard, lui demande d'explorer, dans le Pacifique, la fosse des Mariannes, plus exactement dans la fosse Challenger, au large des Îles Mariannes, à 320 km de l'île de Guam. Les Américains voulaient s'assurer qu'il n'y avait plus de vie au fond de l'Océan afin d'y entreposer des matériaux radioactifs.
À 8 heures, le 23 janvier 1960, Jacques Piccard et le lieutenant américain de la Navy Don Walsh s'installent dans la sphère. À 8 heures 23, la plongée commence. À 11 heures 44, ils sont déjà à 8 800 mètres. L'obscurité est totale, l'eau limpide.
À 13 heures, le Trieste repose sur le fond, à 10 916 mètres. Une, puis deux crevettes rouges passent devant le hublot, éclairé par un phare de mercure, puis un poisson plat, d'espèce inconnue, de 30 cm de long. C'est à la suite de cette découverte que l'idée d'utiliser cette fosse comme décharge de déchets nucléaires a été abandonnée.
À 16 heures 56 minutes, ils font surface. Durant cette plongée de 8 heures 33 minutes, ils ont eu tout le temps d'étudier l'eau et ses principales caractéristiques : radioactivité, température, etc.
La température était si basse que les deux explorateurs devaient en fin de plongée se réchauffer avec des bouillottes. Ils ont établi ce jour un record de plongée imbattable, aucun point du globe n'étant situé plus profond.[réf. nécessaire]

## Littérature
- Jacques Piccard, Profondeur 11 000 mètres, Arthaud, 1961

## Prix et distinctions
Le 1er février 2008, peu avant son décès, Jacques Piccard a été déclaré docteur honoris causa de l’Université catholique de Louvain (UCL) en Belgique.